# بدهی بلندمدت
بدهی بلند مدت به بدهی‌ای که سررسیدش طولانی معمولاً بیش از یک سال باشد، بدهی بلندمدت یا بدهی ثابت گفته می‌شود . چنان‌چه سررسید بدهی‌های بلند مدت به یک سال یا کمتر کاهش یابد، به بدهی‌های جاری تبدیل می‌شوند.